# 九頭宇谷川
九頭宇谷川（くずうだにがわ）は、徳島県阿波市を流れる吉野川水系の河川である。

## 地理
阿波市土成町浦池（旧板野郡土成町大字浦ノ池字北山）の水源から南流し、ほぼ直線状に吉野川へ合流する。
中流で左岸から樫原谷川・鈴川谷川が合流する。河川には多目的ダムである高西ダムが設けられている。

## 支流
- 樫原谷川
- 鈴川谷川

## 流域の主な施設、利水施設
- 徳島県立阿波農業高等学校
- 阿波市立土成小学校
- 高西ダム

## 流域の自治体
徳島県
阿波市